# Сувалски окръг
Сувалски окръг (на полски: Powiat suwalski) е окръг в Подляско войводство, Североизточна Полша. Заема площ от 1307,00 km2.
Административен център е град Сувалки, който не е част от окръга.

## География
Окръгът се намира в историческата област Судовия. Разположен е край границата с Литва, в северната част на войводството.

## Население
Населението на окръга възлиза на 36 211 души (2012 г.). Гъстотата е 28 души/км2.

## Административно деление
Административно окръгът е разделен на 9 общини.
Селски общини:
- Община Бакалажево
- Община Вижайни
- Община Йеленево
- Община Пшерошъл
- Община Рачки
- Община Рутка-Тартак
- Община Сувалки
- Община Филипов
- Община Шиплишки

## Фотогалерия
- Бакалажево
- Филипов
- Йеленево
- Пшерошъл
- Вижайни